# Lizzie Liedén
Elizabeth "Lizzie" Liedén, född Mold 1 april 1873 i Salisbury, Storbritannien, död 1953, var en svensk-brittisk missionär och författare.

## Biografi
Liedén föddes 1873 i Salisbury. Hon var dotter till gasverksarbetaren Charles Mold och Lovisa Rosina Mold. 27 december 1900 gifte hon sig med prästen och missionären Frans Edvard Liedén, och de hade tillsammans varit ett missionärspar i Indien, bland annat bland bhilfolket för Svenska Alliansmissionen. De fick tre söner, som alla föddes i Indien.
1954 gavs Liedéns självbiografiska boken Ledd av Guds hand: En missionärs självbiografi ut av Svenska Alliansmissionen. Boken skildrar bland annat hennes tid som missionär i Indien.